# Vuohijärvi (by)
Vuohijärvi är en by i Kymmenedalen i sydöstra Finland, vid sydöstra spetsen av sjön med samma namn.
Dess befolkning var tidigare till största delen sysselsatt vid produktionen vid Kalso Faner Oys fabriksanläggning. Modernisering och minskning av personal vid anläggningen har till viss del bidragit till ekonomisk nedgång på orten. Numera pendlar den bofasta befolkningen i stor utsträckning till större orter som Valkeala, Kouvola, och Kuusankoski. Mindre jordbruk bedrivs fortfarande i trakten.
Sommargäster och till viss del turism bidrar till att hålla byn vid liv. Det intilliggande flygfältet Selänpää (EFSE) erbjuder varje sommar utomhusevenemang. Sommaren 2007 höll ett frireligiöst samfund ett tältmöte där som under några dagar lockade 60 000 medlemmar.
Centralt i byn finns en butik, pub och en församlingssal. Bensinstation, bank, post och ett par butiker är sen några år stängda.